# Kili Watch
Kili Watch est une chanson du groupe belge  The Cousins, sortie en 1960. Elle connait un succès fulgurant et contribue à lancer l'engouement de la jeunesse belge pour le rock 'n' roll. 
La même année, le titre est adapté en français par Jil et Jan pour Johnny Hallyday et est diffusé sur son quatrième super 45 tours, sorti le 24 novembre 1960.

## Kili Watch par The Cousins
- Nota : source pour l'ensemble de la section[1] :

Kili Watch est diffusée pour la première fois sur les ondes belges, le 13 octobre 1960. Le 30 octobre, elle est programmée sur Radio Luxembourg, tandis que le public français la découvre le 15 novembre dans l'émission Salut les copains. Construit d'onomatopées cet air est présent, en Belgique, aussi bien dans les grands magasins qu'aux entractes dans les salles de cinéma. Si précédemment, d'autres groupes belges ont enregistré du rock 'n' roll, le succès de Kili Watch est tel, qu'il est à l'origine de la ferveur de la jeunesse pour cette musique dans le pays.
En novembre dans le mensuel belge Juke Box, la chanson est classée à la 15e place côté francophone et à la 18e côté flamand.
Kili Watch est signée Gus Derse. Ce dernier, bassiste du groupe, ayant, peu après son enregistrement, le 15 septembre 1960, dans les studios Philips, déposé seul le titre à la Sabam, alors que tous ont collaboré à sa création. En conflit avec les trois autres membres, avant même la sortie du disque, il quitte The Cousins.

### Reprises
Outre les versions française de Johnny Hallyday et de Bob Azzam, Kili Watch est repris en flamand par Bobbejaan Schoepen et, plus tard, par Plastic Bertrand (entre autres).

### Dans la culture
- Chantée par André Wilms dans Leningrad Cowboys Meets Moses, réalisé par Aki Kaurismäki (1994)[3]

## La version de Johnny Hallyday
Singles de Johnny Hallyday
Itsy bitsy petit bikini
(1960) Tu parles trop
(1961)
Initialement, le titre mis en avant, lors de la diffusion du quatrième EP de Johnny Hallyday par la maison de disques Vogue, est Le p'tit clown de ton cœur. Mais très vite c'est la version française de Kili Watch qui va s'imposer au public, d'autant que Le p'tit clown de ton cœur souffre de la version concurrente interprétée par Richard Anthony. Devant le succès de Kili Watch une seconde édition du disque est réalisée, où sur le recto de la pochette le titre apparait, cette fois en gros lettrages,,.
Le 45 tours se classe à la 6e place des ventes en France et n°1 en Wallonie.

### La chanson
L'interprète est obsédé par un air enivrant 
« Kili watch, kili watch, kili watch, [...], Keom ken ken aba »

L'effet est contagieux, car à l'écouter tous, les voisins, le médecin (pourtant appelé à la rescousse) et jusqu'au directeur d'un asile (frappé du même symptôme en moins de 24 heures), « chantent à leur tour » ... Paniqué, les infirmiers le rendent à la liberté et « voilà pourquoi » le public à son tour reprend en chœur 
« Kili watch, kili watch, [...], watch »
(paroles Jil et Jan)

### Classements hebdomadaires
| Classement (1961)                       | Meilleure position |
| --------------------------------------- | ------------------ |
| France                                  | 6                  |
| Belgique (Wallonie Ultratop 50 Singles) | 1                  |

### Discographie
24 novembre 1960 :
- super 45 tours Vogue EPL 7812 : Le p'tit clown de ton cœur, Oui j'ai, Kili Watch, Ce s'rait bien
- 45 tours promo Vogue 45-792 : Kili Watch, Ce s'rait bien

1er février 1961 :
- album Nous les gars, nous les filles

En 1982, Johnny Hallyday réenregistre l'ensemble des chansons publiées entre 1960 et 1961 par Vogue : Version 82
Discographie Live :
- 1961 : Johnny Hallyday et ses fans au festival de rock 'n' roll (voir également Festival mondial de rock 'n' roll 1961)
- 1961 : Johnny Hallyday à l'Olympia